# Bogève
Bogève é uma comuna francesa na região administrativa de Auvérnia-Ródano-Alpes, no departamento de Alta Saboia. Estende-se por uma área de 7 km². Em 2010 a comuna tinha 1 173 habitantes (densidade: 167,6 hab./km²).